# آنا بولفوروسا
آنا ماريا رويز بولفوروزا (بالإسبانية: Ana María Ruiz Polvorosa) هي ممثلة سينمائية ومسرحية وتلفزيونية إسبانية، ولدت في 14 ديسمبر 1987 في خيتافي في إسبانيا.

## روابط خارجية
- Ana Polvorosa على موقع IMDb (الإنجليزية)
- Ana Polvorosa على موقع ألو سيني (الفرنسية)
- Ana Polvorosa على موقع ميوزك برينز (الإنجليزية)
- Ana Polvorosa على موقع ديسكوغز (الإنجليزية)
- Ana Polvorosa على موقع قاعدة بيانات الفيلم (الإنجليزية)
- Ana Polvorosa على موقع كينوبويسك (الروسية)